# Olga Sujarnova
Olga Leonidovna Sujarnova  (nacida el 14 de febrero de 1955 en Krasnoyarsk, Unión Soviética) es una exjugadora de baloncesto rusa. Consiguió 13 medallas en competiciones oficiales con la URSS. Con 13 medallas, es la segunda baloncestista, después de Uliana Semiónova con más medallas entre Eurobasket, Mundiales y Juegos Olímpicos.